# Heinrich Volbert Sauerland

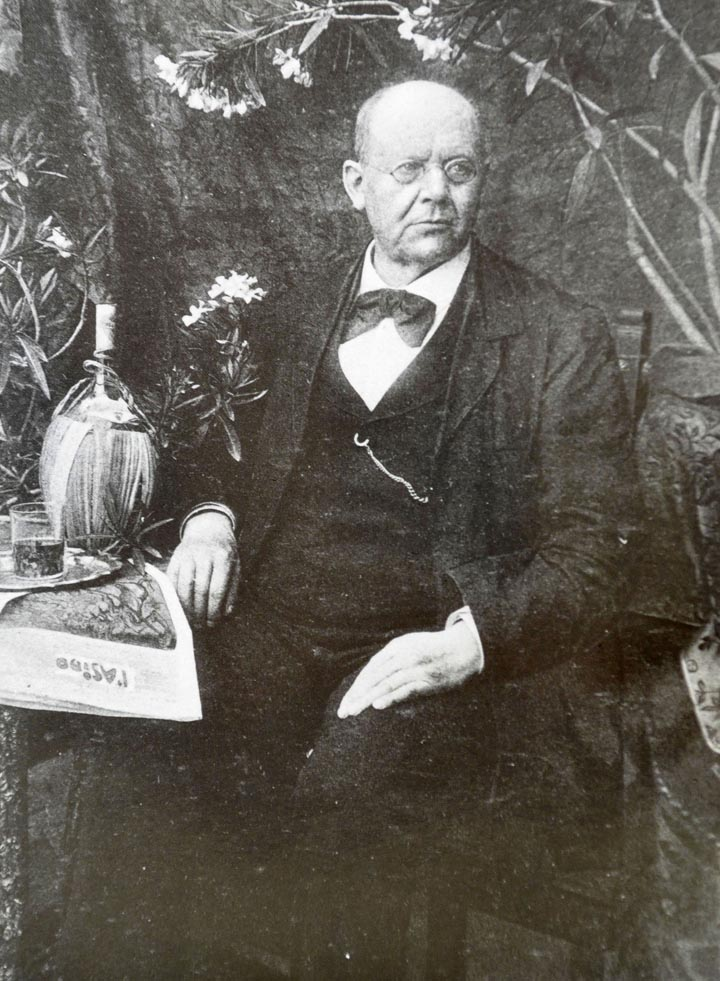
Heinrich Volbert Sauerland (1839–1910)

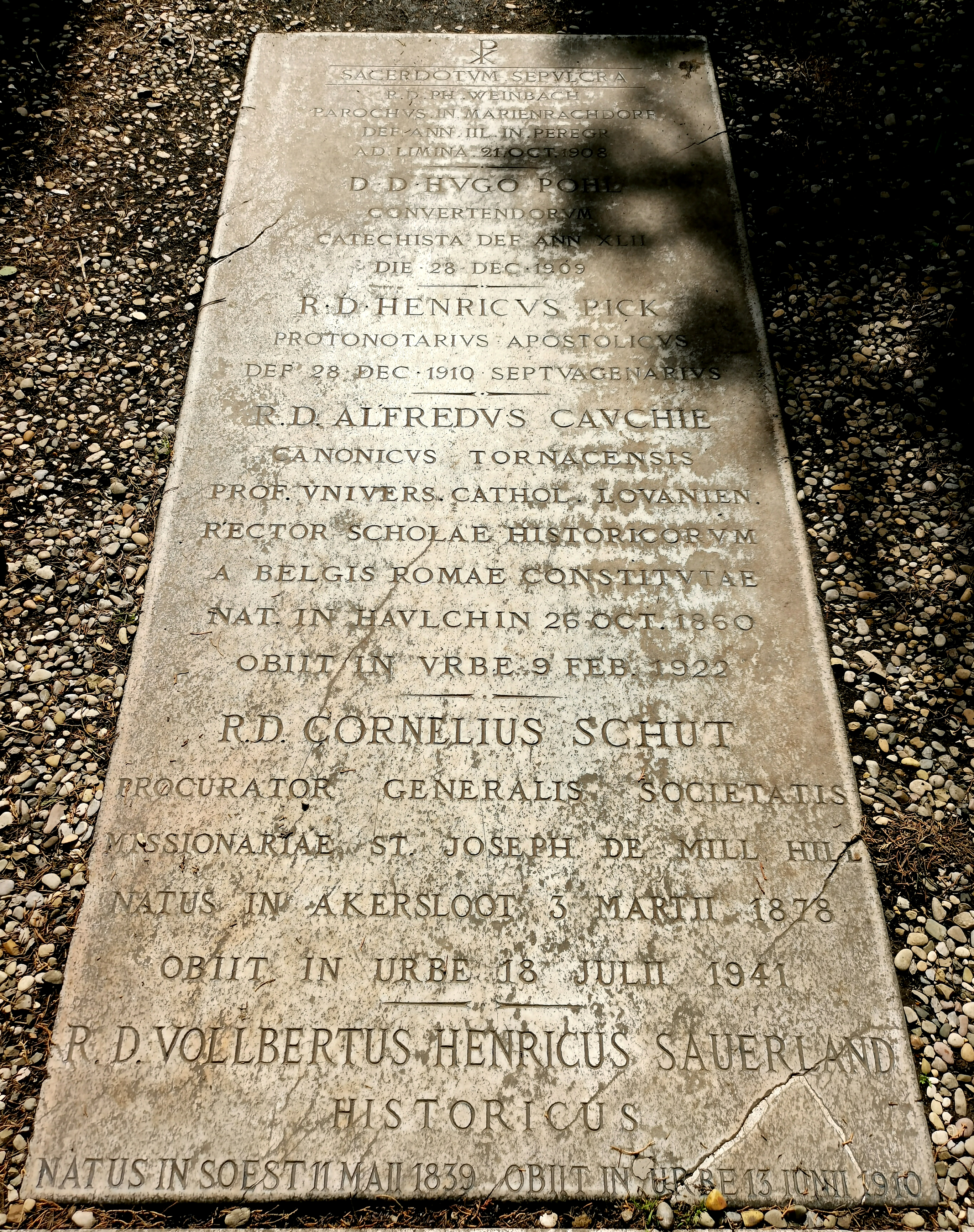
Grab auf dem Campo Santo Teutonico, Rom

Heinrich Volbert Sauerland (* 11. Mai 1839 in Arnsberg; † 13. Juni 1910 in Rom) war ein katholischer Priester, deutscher Historiker und Kirchenkritiker.

## Frühe Jahre
Er war der Sohn des Drechslers Johann Sauerland und der Mutter Marianne (geb. Meinolf). Er besuchte nach der Volksschule das Gymnasium Laurentianum in Arnsberg. Im Jahr 1849 starb sein Vater an Schwindsucht. Dennoch konnte Sauerland seine schulische Ausbildung 1859 mit dem besten Abitur seines Jahrgangs beenden. Er studierte anschließend katholische Theologie in Münster und Paderborn.

## Kaplan in Hagen und Dortmund
Nach dem Abschluss des Studiums wurde er in Paderborn zum Priester geweiht und war als Kaplan in Hagen und seit 1865 in Dortmund tätig. In Hagen trug er 1864 zur Gründung eines „Bürgervereins“ bei. Die Versetzung nach Dortmund erfolgte gegen seinen Willen und war möglicherweise als Strafversetzung gedacht, wenn auch die Hintergründe unbekannt sind. Sein neuer Vorgesetzter Propst Wiemann wurde aufgefordert, ein wachsames Auge auf Sauerland zu haben. Es kam schon bald zu Konflikten mit dem Propst. Sauerland lehnte es nicht nur ab, lange im Beichtstuhl zu sitzen und die Abendmesse zu lesen. Er hatte auch nicht an der Begrüßung des preußischen Königs teilgenommen. Der Bitte Sauerlands nach einer Versetzung kam Paderborn nicht nach, so dass die Konflikte zwischen Propst und Kaplan weitergingen.
Auf Missfallen nicht nur beim Propst stieß auch Sauerlands politische Einstellung, stand er doch in Kontakt zu Persönlichkeiten der örtlichen Fortschrittspartei um Hermann Becker. Während einer Wahlversammlung 1867 ergriff Sauerland zu Gunsten von Becker als erster Redner sogar das Wort und gehörte dessen Wahlkomitee an. Sein Auftreten erregte über Dortmund hinaus das Missfallen der katholischen Presse. Auch bei den Neuwahlen im August 1867 setzte er sich öffentlich wieder für die Wahl Beckers ein. Von konservativer Seite wurde dessen Wahlerfolg nicht zuletzt Sauerland zugeschrieben, so dass interessierte Kreise die bischöfliche Verwaltung bestürmten, Sauerland zu versetzen. Auf eine entsprechende Aufforderung hin verfasste der Propst ein Schreiben, in der er seine Kritikpunkte an Sauerland ausführlich schilderte. Neben der Vernachlässigung der Amtspflichten und der unliebsamen politischen Betätigung war da auch von Sauerlands Interesse an jungen Frauen die Rede und er deutete eine Trunksucht an. Einige Zeit später folgten weitere Eingaben von Gemeindemitgliedern zur Abberufung Sauerlands.
Diese erfolgte 1868. Gleichzeitig wurde er zum Leiter der Rektoratsschule in Steinheim ernannt. Es handelte sich dabei um keine Strafversetzung, sondern eher um eine Beförderung. Offenbar hat Bischof Konrad Martin die Qualitäten Sauerlands in intellektueller Hinsicht, aber auch seine soziale Einstellung höher eingeschätzt als die ihm vorgeworfenen Verfehlungen. Wie beliebt er in Dortmund gewesen war, zeigt ein großes Abschiedsfest und ein großer Fackelzug zu seinen Ehren. Die Anteilnahme der Bevölkerung macht deutlich, dass die Beschwerden nur ein einseitiges Bild vom Wirken Sauerlands zeigen. Besonders sein Einsatz für die wachsende Arbeiterbevölkerung wird eine große Rolle gespielt haben. Auch mit Blick auf die zunehmende Zahl von katholischen Arbeitern in der Stadt hatte er sich für den Bau einer zweiten katholischen Kirche eingesetzt. Wenn auch mit anderen Schwerpunkten als seine Vorgesetzten hatte Sauerland sein Amt durchaus ernst genommen.

## Schuldienst und Studium
Im Jahr 1868 bestand er das Examen zur Berechtigung, eine Mittelschule zu leiten. Sauerland zeigte bei der Leitung der Schule großes Engagement. Zu irgendwelchen Konflikten kam es nicht.
In ihm wuchs der Wunsch, ein historisches und philologischen Studium aufzunehmen, und er wandte sich mit einer entsprechenden Bitte an Bischof Martin, der dem wohlwollend gegenüberstand. Nachdem ein Nachfolger für die Schulleiterstelle gefunden worden war, konnte er 1872 die Stelle niederlegen. Auch wenn die Zeit in Steinheim nach außen hin konfliktfrei verlaufen war, nahm seine kritische Haltung zur Kirche wahrscheinlich im Zusammenhang mit den Diskussionen um das Unfehlbarkeitsdogma des 1. vatikanischen Konzils zu.
Er studierte zwischen 1872 und 1875 Geschichte und Philologie in Berlin und Göttingen. In seiner Berliner Zeit 1872/73 verfügte er über keinerlei Einkommen und lebte von der Erteilung von Privatstunden.
Hermann Becker, der einer der Mitbegründer des Historischen Vereins für Dortmund und die Grafschaft Mark war, beauftragte Sauerland, die im preußischen Staatsarchiv in Berlin lagernden Handschriften Dortmunder Chronisten abzuschreiben und sie dem Stadtarchiv in Dortmund zugänglich zu machen. Er veröffentlichte im ersten Heft der Vereinszeitschrift, das 1875 erschien, mehrere kleine Aufsätze. In Göttingen promovierte er bei Georg Waitz über Dietrich von Nieheim. Die Arbeit widmete er Hermann Becker. Im Mai 1876 legte er die philologische Staatsprüfung ab.
Seit dem Herbst des Jahres 1875 war er Hilfslehrer am kaiserlichen Lyzeum in Metz. Bereits 1876 wechselte er als ordentlicher Lehrer an das kaiserliche Realgymnasium in Gebweiler, ehe er 1877 an das städtische Gymnasium in Frankfurt am Main ging. In dieser Zeit nahm auch die Zahl seiner wissenschaftlichen Veröffentlichungen zu. Noch 1876 schrieb er drei Aufsätze über das Dominikanerkloster Dortmund und in der Historischen Zeitschrift über Papst Gregor XII. Im Jahr 1877 folgte ein erster Beitrag zur Geschichte von Metz. Zwei Jahre später erschien in der örtlichen Zeitung eine ganze Serie von Beiträgen.
Auch in Frankfurt fiel er öffentlich zunächst nicht weiter auf, bis 1879 in der Zeitung Germania eine Nachricht erschien, dass Sauerland aus der katholischen Kirche ausgetreten sei. Mit Blick auf den Kulturkampf hätte man eine wohlwollende Haltung der preußischen Schulbehörden gegenüber Sauerland erwarten können. Dem stand aber dessen erneute politische Betätigung im Sinne der demokratischen Bewegung entgegen. Auch mit dem Direktor seiner Schule, Tycho Mommsen, hatte sich Sauerland zerstritten. Der Schulleiter warf ihm unter anderem vor, eine anonyme Schmähschrift gegen die Schule verfasst zu haben. Daneben war auch wieder von Gerüchten über einen tadelswerten Lebenswandel die Rede. Obwohl sich Sauerland verpflichtet hatte, nicht mehr politisch hervorzutreten, hatte er 1883 wieder an demokratischen Versammlungen teilgenommen, was dazu führte, dass ein Disziplinarverfahren gegen ihn eingeleitet wurde. Dabei geriet immer mehr der angeblich „unsittliche Lebenswandel“ Sauerlands in den Fokus. Es war von Trunksucht und Verhältnissen zu zweifelhaften Frauenpersonen die Rede. Vor allem Mommsen tat sich dabei hervor, Sauerland in einem möglichst schlechten Licht erscheinen zu lassen. Das Verfahren war mit der Suspendierung Sauerlands verbunden. Es endete mit der Entlassung Sauerlands wegen „anstößigen und unwürdigen Verhaltens in- und außerhalb des Amtes“. Seine Berufung konnte daran nichts ändern. Die endgültige Entlassung folgte zum 31. Januar 1885.

## Privatgelehrter
Anders als in Dortmund hatte sich in Frankfurt kaum jemand für Sauerland eingesetzt. Nur sein ehemaliger Kollege Johannes Janssen, dessen ultramontane Positionen Sauerland ablehnte, half ihm dadurch, dass er den Kontakt zu Ludwig von Pastor herstellte, der sich als Papsthistoriker einen Namen gemacht hatte. Dieser sorgte dafür, dass Sauerland 1886 nach Trier übersiedelte und eine Wohnung im dortigen Simeonstift beziehen konnte. Sauerland söhnte sich in dieser Zeit mit der Kirche aus. Er besuchte wieder Gottesdienste und feierte Ende des Jahres seit Jahren wieder selbst eine Heilige Messe. Der Trierer Bischof bescheinigte ihm 1888 eine für einen Priester würdige Lebensführung. Im Jahr 1890 war er aus dem Stift ausgezogen und hatte eine eigene Wohnung bezogen. Eine kirchliche Funktion hat er nicht ausgeübt. Er hat sich zeitweilig mit der Kategorisierung der Dombibliothek befasst.
In diesem Zusammenhang reifte sein Vorhaben, die in den vatikanischen Archiven liegenden Quellen für die Diözesen Trier und Köln zu sammeln und zu veröffentlichen. Das Trierer Domkapitel unterstützte das Vorhaben mit 200 Mark. Kirchenrechtlich unterstand Sauerland noch immer der Diözese Paderborn. Diese verfügte am Priesterseminar Campo Santo Teutonico über eine Kaplanstelle, um Priestern aus der Diözese historische Studien in Rom zu ermöglichen. Diese Stelle wurde Sauerland 1890 bewilligt und er traf im Mai 1891 in Rom ein. Sein Ziel war die Erforschung der Quellen des Großen Abendländischen Schismas.
Schon 1892 war er wieder aus dem Kolleg ausgetreten. Dies stand wohl in Zusammenhang mit einer erneuten Distanzierung von der Kirche. Er lebte wieder in Trier, kehrte aber 1893 für einige Monate nach Rom zurück. Seine Tätigkeit in den folgenden Jahren ist völlig unklar. Im Jahr 1897 legte er der Gesellschaft für Rheinische Geschichtskunde in Köln den Plan zu einer größeren wissenschaftlichen Arbeit wieder zum Thema Abendländisches Schisma vor. Dazu wollte er die Quellen in den Vatikanischen Archiven sichten und herausgeben. Er bat dafür um finanzielle Unterstützung von 1200 M im Jahr. Der Verein gab dem statt und Sauerland konnte noch 1897 mit der Arbeit in Rom beginnen.
In den folgenden Jahren lebte er den größten Teil des Jahres in Rom und kam nur im Sommer, wenn die Archive geschlossen waren, nach Deutschland. Auch dort wertete er einschlägige Archive zur Erforschung vornehmlich der spätmittelalterlichen rheinischen und lothringischen Geschichte aus. Im Jahr 1901 erschien der erste Band seiner Quellensammlung zu Lothringen. Sie umfasste die Zeit von Bonifaz VIII. bis Benedikt XII. (1294–1342). Ein Jahr später folgte der erste Band seiner Urkunden und Regesten zur Geschichte des Rheinlandes. Den Bänden schaltete er umfangreiche Vorbemerkungen hervor. Vor allem an diesen, die ein sehr negatives Bild der spätmittelalterlichen Kirchengeschichte zeichneten, entzündete sich teils heftige Kritik. Sauerland kritisierte vor allem den Zentralismus und Fiskalismus sowie die Abhängigkeit des Papsttums von der französischen Krone, aber auch den unsittlichen Lebenswandel an der Kurie. Sein schärfster Kritiker war Karl Heinrich Schäfer. Die Kritik versuchte Sauerland 1908 mit einem eigenen Aufsatz zu entkräften. Schäfer legte 1909 nach, ohne dass Sauerland noch zu einer Erwiderung gekommen wäre.
Im Jahr 1899 erhielt er auch den Auftrag, die im Staatsarchiv Neapel liegenden Urkunden des Deutschen Ordens zu editieren. Er erstellte etwa 100 Regesten, die sich bis vor kurzem unbeachtet im Zentralarchiv des Deutschen Ordens in Wien befanden und erst kürzlich wiederentdeckt wurden.
Sauerland führte trotz seiner unbestrittenen wissenschaftlichen Leistung in dieser Zeit kein weltabgeschiedenes Leben eines Privatgelehrten, sondern pflegte zahlreiche Kontakte gerade auch zu Künstlern, Journalisten und Schriftstellern. Er wird als trinkfester und etwas wunderlicher alter Priester geschildert, der zum Missfallen kirchlicher Stellen bis in die Nacht in zweifelhaften Kaffeehäusern verkehrte und die leichten Mädchen mit Witzen unterhielt. Seine letzten Jahre waren von gesundheitlichen Problemen überschattet. Seine Arbeit in den Archiven wurde ab 1899 durch Anfälle von Gicht und Rheumatismus des Öfteren für längere Zeit behindert. Später kam ein chronisches Blasenleiden hinzu. Gerade wegen seiner zunehmend schlechten Gesundheit setzte er alles dran, seine Arbeit voranzubringen. Im Jahr 1908 erschien der IV. Band der rheinischen Reihe. Am Ende des Jahres standen die Manuskripte für die Bände VI und VII vor ihrer Fertigstellung. Er plante 1910, auf Dauer nach Deutschland zurückzukehren. Schon den Winter 1909/10 hatte er erstmals seit langen Jahren wieder in Deutschland verbracht. Dort erreichte ihn die Nachricht, dass der Kardinalstaatssekretär Rafael Merry del Val sich die Zulassung zur Nutzung der Archive selbst vorbehielt und er damit die Archive nicht mehr nutzen konnte. Wer hinter der zeitweiligen Aussperrung Sauerlands steckte, ist nicht ganz klar, möglicherweise spielte dabei sein schlechtes Verhältnis zur Führung des Campo Santo Teutonico eine Rolle. Kurz vor seiner endgültigen Abreise nach Deutschland erkrankte er nach einem Ausflug nach Tivoli schwer und starb kurz darauf.
Neben seiner wissenschaftlichen Arbeit äußerte er sich in der Zeitschrift „Das freie Wort“ nach der Jahrhundertwende auch kritisch zur Situation der Kirche. Die Beiträge erschienen anonym. Der Autor zeigte nicht nur historische Bildung, sondern hatte offenbar auch Insiderkenntnisse über den Vatikan. Er
verband dabei Gelehrsamkeit mit „scharfer Kritik römischer Missstände und Überschwenglichkeiten.“
In einem Nachruf auf Sauerland machte der Journalist Albrecht Zacher die Urheberschaft Sauerlands für die Artikel publik. Unter dem Titel „Der Rote Kaplan“ gab dieser eine Auswahl der im Freien Wort erschienenen Schriften noch einmal gesammelt heraus. Es war diese Veröffentlichung, die Sauerlands Ansehen sehr geschadet hatte. Sie zeigt aber auch, wie weit sich Sauerland erneut von der Kirche innerlich entfernt hatte.
Im Necrologium Paderbornense hieß es aus kirchlicher Sicht: „Sauerland war ein begabter Forscher, dessen große vatikanischen Quellenwerke dauernd Wert behalten; den von ihm gegebenen Schlussfolgerungen muss man freilich sehr zurückhaltend gegenüberstehen, da er überkritisch und arg pessimistisch kirchliche Vorgänge zu beurteilen pflegte. Das zeigte sich schon in Dortmund, wo er deshalb den Beinamen 'Roter Kaplan' erhielt; das wurde besonders schlimm, als er seit 1875 immer mehr von der Kirche abkam.“
Trotz seiner kritischen Äußerungen wurde er in der Priestergruft des Campo Santo Teutonico in Rom beigesetzt. Ein Teil seiner Privatbibliothek kam mit Hilfe seiner Schwester in die Bibliothek des Gymnasiums Laurentianum.

## Veröffentlichungen (Auswahl)
- Geschichte der Stadt Hagen. Dortmund, 1872
- Das Leben des Dietrich von Nieheim. Göttingen, 1875
- Gregor XII. Von seiner Wahl bis zum Vertrag von Marseille. In: Historische Zeitschrift Jg. 1875
- Die Chroniken und Chronisten des Dominikanerklosters in Dortmund. Dortmund, 1875
- Die Immunität von Metz von ihren Anfängen bis zum Ende des elften Jahrhunderts, Verlag Georg Lang, Metz 1877 (google.books.com).
- Abailard und Heloise. Eine historische Charakterstudie. Frankfurt am Main, 1879
- Die Annexion des Fürstbistums Metz an Frankreich im Jahre 1613–14, in: Jahr-Buch der Gesellschaft für lothringische Geschichte und Altertumskunde, Fünfter Jahrgang (Zweite Hälfte), G. Scriba, Metz 1893, S. 188–201 (books.google.com).
- Nachtrag zur Geschichte der „Annexion des Fürstbistums Metz an Frankreich“, in: Jahr-Buch der Gesellschaft für lothringische Geschichte und Altertumskunde, Sechster Jahrgang, G. Scriba, Metz 1894, S. 281–283 (books.google.com).
- Trierer Geschichtsquellen des 11. Jahrhunderts.  Trier, 1899
- Der Psalter Erzbischof Egberts von Trier, Codex Gertrudianus, in Cividale. Festschrift der Gesellschaft für Nützliche Forschungen zu Trier zur Feier ihres hundertjährigen Bestehens, herausgegeben am 10. April 1901. Historisch-kritische Untersuchung von Heinrich Volbert Sauerland. Kunstgeschichtliche Untersuchung von Arthur Haseloff. Selbstverlag der Gesellschaft für Nützliche Forschungen, Trier 1901 Textband, Bildband.
- Urkunden und Regesten zur Geschichte Lothringens aus den vatikanischen Archiven. 2 Bde. Metz, 1901–1905
- Urkunden und Regesten zur Geschichte der Rheinlande aus dem Vatikanischen Archiv. 7 Bde. Bonn, 1902–1913